# Municipio de Pleasant (condado de Clark, Dakota del Sur)
El municipio de Pleasant (en inglés: Pleasant Township) es un municipio ubicado en el condado de Clark en el estado estadounidense de Dakota del Sur. En el año 2010 tenía una población de 166 habitantes y una densidad poblacional de 1,82 personas por km².

## Geografía
El municipio de Pleasant se encuentra ubicado en las coordenadas 44°40′24″N 97°33′15″O / 44.67333, -97.55417. Según la Oficina del Censo de los Estados Unidos, el municipio tiene una superficie total de 91.25 km², de la cual 91,25 km² corresponden a tierra firme y (0 %) 0 km² es agua.

## Demografía
Según el censo de 2010, había 166 personas residiendo en el municipio de Pleasant. La densidad de población era de 1,82 hab./km². De los 166 habitantes, el municipio de Pleasant estaba compuesto por el 98,19 % blancos, el 0,6 % eran amerindios y el 1,2 % eran de una mezcla de razas. Del total de la población el 0 % eran hispanos o latinos de cualquier raza.